# Прескотт, Николай Эдгарович
Николай Эдгарович Прескотт (2 (14) февраля 1851 — 2 (15) января 1919) — инженер-генерал Российской императорской армии, генерал-адъютант. Участник Русско-турецкой войны 1877—1878 годов. Командир лейб-гвардии Сапёрного батальона (1897—1901).

## Биография
Родился 2 февраля 1851 года в Курской губернии в семье Эдгара Фомича Прескотта (1809—1877), английского дворянина, родившегося в Швейцарии и привезённого в Российскую империю в возрасте 14 лет для обучения в Институте корпуса инженеров путей сообщения, а в 1828 году перешедшего в российское подданство и дослужившегося до чина генерал-майора (1870).
В императорской армии с 27 октября 1867 года. В 1870 году окончил Николаевское инженерное училище и 21 июля 1870 года произведён в подпоручики с зачислением по инженерным войскам и прикомандированием к лейб-гвардии Сапёрному батальону. 19 февраля 1872 года переведён в лейб-гвардии Сапёрный батальон с переименованием в прапорщики гвардии. 30 августа 1873 года получил «за отличие по службе» чин подпоручика, а 27 марта 1877 года — поручика.
Участвовал в Русско-турецкой войне 1877—1878 годов. 10 мая 1877 года назначен командиром сапёрной полуроты, вошедшей в состав Гвардейского отряда почётного конвоя императора Александра II. 14 мая с отрядом отбыл на театр военных действий в Румынию. В ночь с 14 на 15 июня того же года со взводом сапёр обеспечивал переправу русских войск через Дунай у Зимницы.
Это было для нас первое крещение огнем. Занятый службою, всем существом стремясь к верному, точному исполнению возложенных на меня обязанностей, я, тем не менее, конечно, не мог первое время относиться хладнокровно к завыванию невидимых гранат, но после десятка, упавших иногда в 6—10 шагах расстояния… к ним привыкаешь.
За мужество, оказанное при переправе через Дунай, награждён орденом Святой Анны 3-й степени с мечами и бантом. В сентябре 1877 года вернулся в лейб-гвардии Сапёрный батальон. За боевые отличия в войне с Турцией пожалован орденами Святого Владимира 4-й степени с мечами и бантом, Святой Анны 2-й степени с мечами и Святого Станислава 2-й степени с мечами, а также лично от императора — именной саблей с надписью «В память Турецкой войны 1877 года». 23 ноября 1878 года участвовал в параде в присутствии императора, после которого Александр II назначил Прескотта своим флигель-адъютантом.
6 января 1879 года произведён в штабс-капитаны, а 30 августа 1883 года — в капитаны. 30 октября 1885 года назначен командиром роты юнкеров Николаевского инженерного училища с переименованием в армейские подполковники (со старшинством с 30 августа 1883 года) и зачислением в списки лейб-гвардии Сапёрного батальона. 30 августа 1888 года «за отличие по службе» получил чин полковника. 23 сентября 1891 года назначен командиром 9-го сапёрного батальона, а 26 августа 1897 года — командующим лейб-гвардии Сапёрным батальоном. 6 декабря 1898 года «за отличие по службе» произведён в генерал-майоры с утверждением в должности командира батальона.
4 декабря 1901 года назначен командиром 1-й сапёрной бригады. 6 декабря 1904 года «за отличие по службе» произведён в чин генерал-лейтенанта, в 1906 году пожалован званием генерал-адъютанта. 19 мая 1907 года отчислен от должности командира бригады с оставлением генерал-адъютантом и состоянием по инженерным войскам. В дальнейшем, не занимая конкретных должностей, участвовал в работе войсковых строительных комиссий и, как член Свиты, выполнял личные поручения императора. С 1912 года состоял председателем Особой комиссии по постройке Морского и Главного артиллерийского полигонов.
6 декабря 1914 года «за отличие по службе» произведён в инженер-генералы. С того же месяца входил в состав Комитета единовременных пособий больным и раненым воинам имени Его Императорского Высочества Наследника Цесаревича и Великого князя Алексея Николаевича. В мае 1917 года уволен в продолжительный отпуск, а 11 ноября 1917 года назначен в резерв чинов штаба Петроградского военного округа и прикомандирован к Главному военно-техническому управлению. 
Весной 1918 года вышел в отставку и переехал в Ялту. Находясь в тяжёлом материальном положении, некоторое время работал в Продовольственной управе Ялты переписчиком. Умер от воспаления лёгких 2 (15) января 1919 года.

## Семья
Николай Прескотт был женат на Софье Константиновне Ренненкампф (15 января 1855 — после 1917), дочери управляющего Собственной Е.И.В. канцелярией, члена Государственного совета, действительного тайного советника Константина Карловича Ренненкампфа. Имел двух детей.
Старший брат Николая Эдгаровича, Александр Эдуардович Прескотт (1846—1904), генерал от инфантерии, был женат на Наталье Константиновне Ренненкампф, родной сестре жены Николая Прескотта.

## Награды
| Российские награды - Орден Белого орла (6 мая 1913); - Орден Святого Владимира 2-й степени (1910); - Орден Святой Анны 1-й степени (1 января 1906); - Орден Святого Станислава 1-й степени (1901); - Орден Святого Владимира 3-й степени (1891); - Орден Святого Владимира 4-й степени с мечами и бантом (1878); - Орден Святой Анны 2-й степени с мечами (1878); - Орден Святого Станислава 2-й степени с мечами (1877); - Орден Святой Анны 3-й степени с мечами и бантом (1877); - Именная сабля с надписью «В память Турецкой войны 1877 года» (1878). | Иностранные награды - Орден Таковского креста 5-й степени (Сербия, 1878); - Крест «За переход через Дунай» (Румыния, 1879); - Орден Короны Румынии большого офицерского креста (Румыния, 1899); - Орден Почётного легиона кавалерского креста (Франция, 1882); - Орден Почётного легиона командорского креста (Франция, 1903); - Орден «За военные заслуги» командорского креста со звездой (Бавария, 1896); - Орден Святых Маврикия и Лазаря большого офицерского креста (Италия, 1903). |